# Plumarella alba
Plumarella alba is een zachte koraalsoort uit de familie Primnoidae. De koraalsoort komt uit het geslacht Plumarella. Plumarella alba werd in 1908 voor het eerst wetenschappelijk beschreven door Kinoshita. 